# Комас, Эрик
Эри́к Кома́с (фр. Érik Comas, род. 28 сентября 1963 года, Романс) — французский автогонщик, участник чемпионата мира по автогонкам в классе «Формула-1». Чемпион международной «Формулы-3000» 1990 года.

## Биография
С 1982 года занимался картингом, в 1983 году стал чемпионом Франции по картингу.
В 1986 году стал чемпионом французской «Формулы-Рено», на следующий год перешёл во французскую «Формулу-3», где в 1988 году стал чемпионом.
В следующем сезоне дебютировал в «Формуле-3000», в первом же сезоне стал вице-чемпионом, а ещё через год выиграл чемпионат.
В 1991 году дебютировал в «Формуле-1» в команде «Лижье», в которой выступал два года. В первый год выступлений очков не набрал и вообще смотрелся хуже партнёра — опытного Тьерри Бутсена, зато уже к середине следующего сезона смог трижды финишировать в очках и набрал 4 из 6 очков команды. Удачный сезон был прерван серьёзной аварией в пятничной квалификации Гран-при Бельгии. К следующему этапу гонщик смог восстановиться, но до конца сезона так и не смог финишировать хотя бы раз. В следующем сезоне перешёл в команду «Ларрусс», где за два года смог трижды финишировать шестым. На последнем этапе чемпионата 1994 года был заменён на швейцарца Жана-Дени Делетра.
После ухода из «Формулы-1» участвовал в японском чемпионате GT и стартовал в гонках на выносливость.

## Результаты гонок в Формуле-1
| Легенда к таблице |                                                                    |
| --- | ------------------------------------------------------------------ |
| В таблице перечислены результаты всех Гран-при Формулы-1, в которых принимал участие гонщик. Строками таблицы являются сезоны, столбцами — этапы чемпионата мира. В каждой клетке указаны сокращённое название этапа и результат, дополнительно обозначенный цветом. Расшифровка обозначений и цветов представлена в нижеследующей таблице. |                                                                    |
| \| Пример \| Описание \| \| ------------ \| ------------------------------------------------------------------ \| \| 1 \| Победитель \| \| 2 \| Второе место \| \| 3 \| Третье место \| \| 5 \| Финишировал, заработав очки \| \| Сход \| Не финишировал, но при этом заработал очки \| \| 12 \| Финишировал, не получив очков \| \| НКЛ \| Финишировал, но не попал в финальную классификацию \| \| 15 \| Участвовал вне зачёта, либо по отдельной классификации \| \| 18 \| Не финишировал, но попал в финальную классификацию \| \| Сход \| Не финишировал \| \| НКВ \| Не прошёл квалификацию \| \| НПКВ \| Не прошёл предквалификацию \| \| ДСК \| Дисквалифицирован \| \| ИСК \| Исключён из протокола соревнований \| \| ТТ \| Заявлен для участия только в тренировках \| \| НС \| Участвовал в квалификации, но не стартовал в гонке \| \| Т \| Травмирован или болен \| \| ОТК \| Отказ от участия \| \| НТР \| Прибыл на соревнования, но на трассу не выезжал \| \| НПР \| Был заявлен в числе участников, но не прибыл к началу соревнований \| \| О \| Соревнования отменены \| \| \| Не участвовал \| \| Поул-позиция \| \| \| Быстрый круг \| \| |                                                                    |
| Пример | Описание                                                           |
| 1 | Победитель                                                         |
| 2 | Второе место                                                       |
| 3 | Третье место                                                       |
| 5 | Финишировал, заработав очки                                        |
| Сход | Не финишировал, но при этом заработал очки                         |
| 12 | Финишировал, не получив очков                                      |
| НКЛ | Финишировал, но не попал в финальную классификацию                 |
| 15 | Участвовал вне зачёта, либо по отдельной классификации             |
| 18 | Не финишировал, но попал в финальную классификацию                 |
| Сход | Не финишировал                                                     |
| НКВ | Не прошёл квалификацию                                             |
| НПКВ | Не прошёл предквалификацию                                         |
| ДСК | Дисквалифицирован                                                  |
| ИСК | Исключён из протокола соревнований                                 |
| ТТ | Заявлен для участия только в тренировках                           |
| НС | Участвовал в квалификации, но не стартовал в гонке                 |
| Т | Травмирован или болен                                              |
| ОТК | Отказ от участия                                                   |
| НТР | Прибыл на соревнования, но на трассу не выезжал                    |
| НПР | Был заявлен в числе участников, но не прибыл к началу соревнований |
| О | Соревнования отменены                                              |
| | Не участвовал                                                      |
| Поул-позиция |                                                                    |
| Быстрый круг |                                                                    |

| Сезон | Команда                | Шасси          | Двигатель       | Ш | 1        | 2        | 3        | 4        | 5        | 6        | 7        | 8        | 9        | 10       | 11       | 12       | 13       | 14       | 15       | 16       | Место | Очки |
| ----- | ---------------------- | -------------- | --------------- | - | -------- | -------- | -------- | -------- | -------- | -------- | -------- | -------- | -------- | -------- | -------- | -------- | -------- | -------- | -------- | -------- | ----- | ---- |
| 1991  | Ligier Gitanes         | Ligier JS35    | Lamborghini V12 | G | США НКВ  | БРА Сход | САН 10   | МОН 10   | КАН 8    | МЕК НКВ  | ФРА 11   | ВЕЛ НКВ  | ГЕР Сход | ВЕН 10   | БЕЛ Сход | ИТА 11   | ПОР 11   | ИСП Сход | ЯПО Сход | АВС 18   | —     | 0    |
| 1992  | Ligier Gitanes Blondes | Ligier JS37    | Renault V10     | G | ЮАР 7    | МЕК 9    | БРА Сход | ИСП Сход | САН 9    | МОН 10   | КАН 6    | ФРА 5    | ВЕЛ 8    | ГЕР 6    | ВЕН Сход | БЕЛ НС   | ИТА Сход | ПОР Сход | ЯПО Сход | АВС Сход | 11    | 4    |
| 1993  | Larrousse F1           | Larrousse LH93 | Lamborghini V12 | G | ЮАР Сход | БРА 10   | ЕВР 9    | САН Сход | ИСП 9    | МОН Сход | КАН 8    | ФРА 16   | ВЕЛ Сход | ГЕР Сход | ВЕН Сход | БЕЛ Сход | ИТА 6    | ПОР 11   | ЯПО Сход | АВС 12   | 20    | 1    |
| 1994  | Tourtel Larrousse F1   | Larrousse LH94 | Ford V8         | G | БРА 9    | ТИХ 6    | САН Сход | МОН 10   | ИСП Сход | КАН Сход | ФРА Сход | ВЕЛ Сход | ГЕР 6    | ВЕН 8    | БЕЛ Сход | ИТА 8    | ПОР Сход | ЕВР Сход | ЯПО 9    | АВС      | 23    | 2    |